# Cijanovodična kiselina
Cijanovodična kiselina (pruska kiselina, HCN(aq) ) je otopina plina cijanovodika (HCN) u vodi. Cijanovodična kiselina u vodi slabo disocira na vodikov kation H+ i cijanidni anion CN–. Slaba je kiselina i oslobađa se iz svojih soli dodatkom mineralne kiseline. Otrovna je čak i u manjim količinama. Soli su joj cijanidi (sadrže anion CN-) i također su vrlo otrovni spojevi.
Esteri cijanovodične kiseline su nitrili.
U obliku cijanogenog glikozida nalazi se u više od 2.000 biljaka. Velike količine se nalaze u Phaseolus lunatus L., u sjemenkama gorkog badema (Prunus dulcis) (Mill.) D.A. Webb var. amara (DC.) i marelice Prunus armeniaca L., iz kojih cijanovodik može nastati kao proizvod hidrolize katalizirane enzimima. Poznati cijanogeni glikozidi su linamarin, prunasin i amigdalin.
Uobičajeni izvor cijanovodične kiseline je natrijev cijanid (može i kalijev cijanid), koji se dobiva uvođenjem bezvodnog amonijaka u smjesu natrija i drvenog ugljena u željeznoj posudi pri 800 °C. Amonijak reagira s natrijem tvoreći natrijev amid, koji na 800 °C reagira s ugljenom, dajući natrijev cijanid. Produkt se izdvoji kao tekućina i skrutne u jajolike grude, ili se hladi u tankim slojevima na rotirajućem bubnju, ostruže i razbije u komadiće.
Na + NH3 -> NaNH2 + 1/2 H2
NaNH2 + C -> NaCN + H2
Vodik se može sakupiti i ponovno upotrijebiti za sintezu amonijaka.
Glavna je industrijska upotreba cijanovodične kiseline u USA kao intermedijera za sinteze drugih organskih spojeva, naročito akrilonitrila i acetoncijanhidrina, koji su intermedijeri za proizvodnju izvjesnih vrsti sintetskih guma i plastičnih masa.